# برنی ۶۲۳۵
سیارک ۶۲۳۵ (به انگلیسی: 6235 Burney، نامگذاری:1987VB) شش هزار و دویست و سی و پنجمین سیارک کشف شده‌است که در ۱۴ نوامبر ۱۹۸۷ کشف شد.